# Коронавірусна хвороба 2019 у Люксембурзі
Спалах коронавірусної хвороби 2019 у Люксембурзі — це поширення пандемії коронавірусної хвороби 2019 на територію Люксембургу. Перший випадок хвороби в країні зареєстрований 29 лютого 2020 року в столиці країни місті Люксембург. Станом на 12 лютого в країні зареєстровано 52539 випадків хвороби, 606 хворих померли, 49301 хворих одужали.

## Хронологія

### Лютий 2020
29 лютого міністерство охорони здоров'я Люксембургу підтвердило перший випадок коронавірусної хвороби в країні. Перший хворий був чоловіком віком 40 років, який повернувся до країни з Італії через бельгійське місто Шарлеруа. Після приїзду до країни він самостійно звернувся до відділу санітарної інспекції, після чого його помістили на карантин до госпітального центру в місті Люксембург.

### Березень 2020 року
5 березня ще один чоловік повернувся з півночі Італії, після чого в нього виявлено позитивний тест на коронавірус. Його помістили на карантин до госпітального центру в місті Люксембург.
6 березня в жінки, яка прибула до країни з Франції, підтверджено позитивний тес на коронавірус, унаслідок чого загальна кількість випадків хвороби зросла до 3.
Увечері 7 березня міністерство охорони здоров'я країни підтвердило черговий випадок коронавірусу в країні, заявивши, що інікований має «епідеміологічний зв'язок» з Північною Італією.
8 березня підтверджено ще один випадок хвороби у чоловіка, який нещодавно повернувся з регіону Ельзас у Франції.
10 березня підтверджено ще 2 випадки хвороби — один із хворих повернувся додому зі США, а інший повернувся зі Швейцарії.
12 березня міністерство охорони здоров'я Люксембургу повідомило про виявлення 19 нових випадків у країні, унаслідок чого загальна кількість випадків зросла до 26, 94-річний чоловік перебуває у важкому стані. За даними міністерства, двоє пацієнтів були інфіковані в Люксембурзі, а інші 10 інфікувалися за кордоном. Один із випадків був діагностований у лікарні в Кірхбергу, і з того часу лікарня вжила численні запобіжні заходи, включаючи обмеження відвідувань хворих, лише персонал лікарні може зарезервувати місця для паркування на місцях для персоналу лікарні, значно скорочено амбулаторні консультації, введено контроль за проходом через головний вхід до лікарні. Міністерство також повідомило, що після недавнього збільшення кількості випадків хвороби в Люксембурзі з 16 по 27 березня на території країни буде закрито всі школи.
13 березня міністр охорони здоров'я Полетт Ленерт, міністр мобільності Франсуа Бауш та міністр у справах сім'ї Корінн Каен провели прес-конференцію, щоб підтвердити ще 8 випадків та першу смерть у країні від коронавірусної хвороби — 94-річного чоловіка, який перед цим знаходився у критичному стані.
14 березня міністерство охорони здоров'я підтвердило ще 17 нових випадків хвороби, загальну кількість випадків хвороби у Люксембурзі зросла до 51. Міністр охорони здоров'я Полетт Ленерт заявила, що вірус прибув до країни, додавши, що ситуація починає ставати критичною і безпрецедентною.
15 березня Ленерт та прем'єр-міністр Люксембурга Ксав'є Бетель провели прес-брифінг, в якому повідомили про виявлення ще 26 випадків у Люксембурзі, унаслідок чого загальна кількість підтверджених випадків зросла до 77. Вони заявили, що більшість непродовольчих магазинів та ресторанів закриються опівночі після різкого зростання кількості випадків хвороби. До переліку закладів, яким дозволено залишатися відкритими, включено поштові відділення, банки та зоомагазини. Також прийнято рішення, що пасажирські автобуси не будуть відкривати свої вхідні двері, і що пасажири повинні сідати в задній частині автобуса, а передній ряд сидінь у всіх автобусах буде фізично заблокований скотчем або ланцюгами.
16 березня міністерство охорони здоров'я повідомило про виявлення ще 4 випадків хвороби, загальну кількість випадків у країні зросла до 81.
17 березня міністерство охорони здоров'я країни повідомило про виявлення 59 нових випадків хвороби, унаслідок чого загальна кількість випадків зросла до 140.
18 березня міністерство охорони здоров'я країни повідомило про виявлення 62 нових випадків хвороби, загальну кількість випадків зросла до 203, зареєстрована ще одна смерть від коронавірусної хвороби в країні.
19 березня міністерство охорони здоров'я повідомило про виявлення 132 нових випадків хвороби, загальну кількість випадків зросла до 335, кількістю померлих зросла до 4. Прем'єр-міністр Ксав'є Беттель оголосив надзвичайний стан у країні. Пізніше того ж дня міністр охорони здоров'я Полетт Ленерт провела прес-конференцію, на якій вона зазначила, що всі смертельні випадки зареєстровані у хворих віком старше 80 років, та що на цей час 6 хворих у країні одужали.
20 березня міністерство охорони здоров'я повідомило про виявлення 149 нових випадків хвороби, загальну кількість випадків зросла до 484 (раніше вебсторінка міністерства помилково повідомила про цифру 618 на початку цього дня). Рух громадського транспорту значно скорочено, на деяких лініях поїзди курсували один раз на годину, а не як зазвичай чотири рази на годину, а всі недільні рейси трамваїв та місцевих автобусів були скасовані.
21 березня міністерство охорони здоров'я країни повідомило про виявлення 186 нових випадків хвороби, загальну кількість випадків зросла до 670. Міністерство охорони здоров'я також повідомило про зростання кількості смертей від коронавірусної хвороби до 8.
22 березня міністерство охорони здоров'я країни повідомило про виявлення 128 нових випадків хвороби, загальна кількість випадків хвороби в країні зросла до 798.
23 березня міністерство охорони здоров'я повідомило про виявлення 77 нових випадків хвороби, загальна кількість випадків хвороби зросла до 875.
24 березня міністерство охорони здоров'я повідомило про виявлення 224 нових випадків хвороби, загальна кількість випадків сягнула 1099.
25 березня на прес-конференції прем'єр-міністр країни підтвердив виявлення 234 нових випадків хвороби, загальна кількість яких сягнула 1333.
26 березня міністерство охорони здоров'я підтвердило 120 нових випадків хвороби, загальна кількість випадків досягла 1453, у країні зареєстрована чергова смерть від коронавірусної хвороби.
27 березня міністерство охорони здоров'я повідомила про виявлення 152 нових випадки хвороби, загальна кількість випадків хвороби зросла до 1605, померли ще 6 хворих, загальна кількість померлих зросла до 15. У країні зареєстровано 34 одужання від коронавірусної хвороби.
28 березня міністерство охорони здоров'я повідомило про 226 нових випадків хвороби, унаслідок чого загальна кількість випадків зросла до 1831, у країні померло ще 3 хворих.
29 березня міністерство охорони здоров'я повідомило про виявлення ще 119 випадків хвороби, унаслідок чого загальна кількість випадків зросла до 1950, померло ще 3 хворих.
30 березня міністерство охорони здоров'я повідомило про виявлення 38 нових випадків хвороби, внаслідок чого загальна кількість випадків зросла до 1988, за останню добу помер ще один хворий.
31 березня міністерство охорони здоров'я повідомило про виявлення 190 нових випадків хвороби, внаслідок чого загальна кількість випадків зросла до 2178, за останню добу помер ще один хворий.

### Квітень 2020
1 квітня міністерство охорони здоров'я повідомило про виявлення 141 нового випадку хвороби, унаслідок чого загальна кількість випадків зросла до 2319, за добу померли 6 хворих.
2 квітня міністерство охорони здоров'я повідомило про виявлення 168 нових випадків хвороби, унаслідок чого загальна кількість випадків зросла до 2487, за добу помер один хворий.
3 квітня міністерство охорони здоров'я повідомило про виявлення 125 нових випадків хвороби, унаслідок чого загальна кількість випадків зросла до 2612, за добу помер один хворий.
4 квітня міністерство охорони здоров'я повідомило про виявлення 117 нових випадків хвороби, внаслідок чого загальна кількість випадків зросла до 2729.
5 квітня міністерство охорони здоров'я повідомило про виявлення 75 нових випадків хвороби, внаслідок чого загальна кількість випадків зросла до 2804, за останню добу померли ще 5 хворих.
6 квітня міністерство охорони здоров'я повідомило про виявлення 39 нових випадків хвороби, внаслідок чого загальна кількість випадків зросла до 2843, за останню добу померли ще 5 хворих.
7 квітня міністерство охорони здоров'я повідомило про виявлення 127 нових випадків хвороби, внаслідок чого загальна кількість випадків зросла до 2970, за останню добу померло 3 хворих.
8 квітня міністерство охорони здоров'я повідомило про виявлення 64 нових випадків хвороби, внаслідок чого загальна кількість випадків зросла до 3034, за останню добу померло 2 хворих.
9 квітня міністерство охорони здоров'я повідомило про виявлення 81 нових випадків хвороби, внаслідок чого загальна кількість випадків зросла до 3115, кількість померлих зросла з 46 до 52.
10 квітня міністерство охорони здоров'я повідомило про виявлення 108 нових випадків хвороби, внаслідок чого загальна кількість випадків зросла до 3223, за останню добу померло 2 хворих.
11 квітня міністерство охорони здоров'я повідомило про виявлення 47 нових випадків хвороби, внаслідок чого загальна кількість випадків зросла до 3270, кількість померлих зросла до 62.
12 квітня міністерство охорони здоров'я повідомило про виявлення 11 нових випадків хвороби, внаслідок чого загальна кількість випадків зросла до 3281, за останню добу померло 4 хворих.
13 квітня міністерство охорони здоров'я повідомило про виявлення 11 нових випадків хвороби, внаслідок чого загальна кількість випадків зросла до 3292, за добу померли 3 хворих.
14 квітня міністерство охорони здоров'я повідомило про виявлення 15 нових випадків хвороби, внаслідок чого загальна кількість випадків зросла до 3307. Кількість померлих переглянута з 69 до 67.
15 квітня міністерство охорони здоров'я повідомило про виявлення 66 нових випадків хвороби, внаслідок чого загальна кількість випадків зросла до 3373, за добу померли 2 хворих.
16 квітня міністерство охорони здоров'я повідомило про виявлення 71 нових випадків хвороби, внаслідок чого загальна кількість випадків зросла до 3444. Кількість померлих зменшено на 1 до 68.
17 квітня міністерство охорони здоров'я повідомило про виявлення 36 нових випадків хвороби, загальну кількість випадків зросла до 3480, за добу померли 4 хворих.
18 квітня міністерство охорони здоров'я повідомило про виявлення 57 нових випадків хвороби, загальна кількість випадків хвороби зросла до 3537.
19 квітня міністерство охорони здоров'я повідомило про виявлення 13 нових випадків хвороби, загальну кількість випадків зросла до 3550, за добу помер 1 хворий.
20 квітня міністерство охорони здоров'я повідомило про виявлення 8 нових випадків хвороби, загальну кількість випадків зросла до 3558, за добу померли 2 хворих.
21 квітня міністерство охорони здоров'я повідомило про виявлення 60 нових випадків хвороби, загальна кількість випадків зросла до 3618, за добу померли 3 хворих.
22 квітня міністерство охорони здоров'я повідомило про виявлення 36 нових випадків хвороби, загальна кількість випадків зросла до 3654, за добу померли 2 хворих.
23 квітня міністерство охорони здоров'я повідомило про виявлення 11 нових випадків хвороби, загальна кількість випадків зросла до 3665, за добу померли 3 хворих.
24 квітня міністерство охорони здоров'я повідомило про виявлення 30 нових випадків хвороби, загальна кількість випадків зросла до 3695, за добу померли 2 хворих.
25 квітня міністерство охорони здоров'я повідомило про виявлення 16 нових випадків хвороби, загальна кількість випадків зросла до 3711.
26 квітня міністерство охорони здоров'я повідомило про виявлення 12 нових випадків хвороби, загальна кількість випадків зросла до 3723, за добу померли 3 хворих.
27 квітня міністерство охорони здоров'я повідомило про виявлення 6 нових випадків хвороби, загальна кількість випадків зросла до 3729.
28 квітня міністерство охорони здоров'я повідомило про виявлення 12 нових випадків хвороби, загальна кількість випадків зросла до 3741, за добу помер 1 хворий.
29 квітня міністерство охорони здоров'я повідомило про виявлення 28 нових випадків хвороби, загальна кількість випадків зросла до 3769.
30 квітня міністерство охорони здоров'я повідомило про виявлення 15 нових випадків хвороби, загальна кількість випадків зросла до 3784, за добу помер 1 хворий, загальна кількість померлих зросла до 90.

### Травень 2020 року
1 травня міністерство охорони здоров'я повідомило про виявлення 18 нових випадків хвороби, внаслідок чого загальна кількість випадків зросла до 3802, за добу померли 2 хворих.
2 травня міністерство охорони здоров'я повідомило про виявлення 10 нових випадків хвороби, внаслідок чого загальна кількість випадків зросла до 3812.
3 травня міністерство охорони здоров'я повідомило про виявлення 12 нових випадків хвороби, внаслідок чого загальна кількість випадків зросла до 3824, за добу померли 4 хворих.
4 травня міністерство охорони здоров'я повідомило про виявлення 4 нових випадків хвороби, внаслідок чого загальна кількість випадків зросла до 3828.
5 травня міністерство охорони здоров'я повідомило про виявлення 12 нових випадків хвороби, внаслідок чого загальна кількість випадків зросла до 3840.
6 травня міністерство охорони здоров'я повідомило про виявлення 11 нових випадків хвороби, внаслідок чого загальна кількість випадків зросла до 3851, за добу померли 2 хворих.
7 травня міністерство охорони здоров'я повідомило про виявлення 8 нових випадків хвороби, внаслідок чого загальна кількість випадків зросла до 3859, за добу померли 2 хворих.
8 травня міністерство охорони здоров'я повідомило про виявлення 12 нових випадків хвороби, внаслідок чого загальна кількість випадків зросла до 3871.
9 травня міністерство охорони здоров'я повідомило про виявлення 6 нових випадків хвороби, внаслідок чого загальна кількість випадків зросла до 3877, за добу помер 1 хворий.
10 травня міністерство охорони здоров'я повідомило про виявлення 9 нових випадків хвороби, внаслідок чого загальна кількість випадків зросла до 3886.
11 травня міністерство охорони здоров'я повідомило про виявлення 2 нових випадків хвороби, внаслідок чого загальна кількість випадків зросла до 3888.
12 травня міністерство охорони здоров'я повідомило про виявлення 6 нових випадків хвороби, внаслідок чого загальна кількість випадків зросла до 3894, за добу помер 1 хворий.
13 травня міністерство охорони здоров'я повідомило про виявлення 10 нових випадків хвороби, внаслідок чого загальна кількість випадків зросла до 3904, за добу помер 1 хворий.
14 травня міністерство охорони здоров'я повідомило про виявлення 11 нових випадків хвороби, внаслідок чого загальна кількість випадків зросла до 3915.
15 травня міністерство охорони здоров'я повідомило про виявлення 8 нових випадків хвороби, внаслідок чого загальна кількість випадків зросла до 3923, за добу помер 1 хворий.
16 травня міністерство охорони здоров'я повідомило про виявлення 7 нових випадків хвороби, внаслідок чого загальна кількість випадків зросла до 3930.
17 травня міністерство охорони здоров'я повідомило про виявлення 15 нових випадків хвороби, внаслідок чого загальна кількість випадків зросла до 3945, за добу померли 3 хворих.
18 травня міністерство охорони здоров'я повідомило про виявлення 2 нових випадків хвороби, внаслідок чого загальна кількість випадків зросла до 3947.
19 травня міністерство охорони здоров'я повідомило про виявлення 11 нових випадків хвороби, внаслідок чого загальна кількість випадків зросла до 3958, за добу померли 2 хворих.
20 травня міністерство охорони здоров'я повідомило про виявлення 13 нових випадків хвороби, внаслідок чого загальна кількість випадків зросла до 3971.
21 травня міністерство охорони здоров'я повідомило про виявлення 9 нових випадків хвороби, внаслідок чого загальна кількість випадків зросла до 3980.
22 травня міністерство охорони здоров'я повідомило про виявлення 1 нового випадку хвороби, внаслідок чого загальна кількість випадків зросла до 3981.
23 травня міністерство охорони здоров'я повідомило про виявлення 9 нових випадків хвороби, внаслідок чого загальна кількість випадків зросла до 3990.
24 травня міністерство охорони здоров'я повідомило про виявлення 2 нових випадків хвороби, внаслідок чого загальна кількість випадків зросла до 3992, за добу помер 1 хворий.
25 травня міністерство охорони здоров'я повідомило про виявлення 1 нового випадку хвороби, внаслідок чого загальна кількість випадків зросла до 3993.
26 травня міністерство охорони здоров'я повідомило про виявлення 2 нових випадків хвороби, внаслідок чого загальна кількість випадків зросла до 3995.
27 травня міністерство охорони здоров'я повідомило про виявлення 6 нових випадків хвороби, внаслідок чого загальна кількість випадків зросла до 4001.
28 травня міністерство охорони здоров'я повідомило про виявлення 7 нових випадків хвороби, внаслідок чого загальна кількість випадків зросла до 4008.
29 травня міністерство охорони здоров'я повідомило про виявлення 4 нових випадків хвороби, внаслідок чого загальна кількість випадків зросла до 4012.
30 травня міністерство охорони здоров'я повідомило про виявлення 4 нових випадків хвороби, внаслідок чого загальна кількість випадків зросла до 4016.
31 травня міністерство охорони здоров'я повідомило про виявлення 2 нових випадків хвороби, внаслідок чого загальна кількість випадків зросла до 4018.

### Червень 2020 року
1 червня міністерство охорони здоров'я підтвердило 1 новий випадок хвороби, загальна кількість випадків зросла до 4019.
2 червня міністерство охорони здоров'я підтвердило 1 новий випадок хвороби, загальна кількість випадків зросла до 4020.
3 червня міністерство охорони здоров'я підтвердило 4 нових випадки хвороби, загальна кількість випадків зросла до 4024.
4 червня міністерство охорони здоров'я підтвердило 3 нових випадки хвороби, загальна кількість випадків зросла до 4027.
5 червня міністерство охорони здоров'я підтвердило 5 нових випадки хвороби, загальна кількість випадків зросла до 4032.
6 червня міністерство охорони здоров'я підтвердило 3 нових випадки хвороби, загальна кількість випадків зросла до 4035.
7 червня міністерство охорони здоров'я підтвердило 4 нових випадки хвороби, загальна кількість випадків зросла до 4039.
8 червня міністерство охорони здоров'я підтвердило 1 новий випадок хвороби, загальна кількість випадків зросла до 4040.
9 червня міністерство охорони здоров'я підтвердило 6 нових випадків хвороби, загальна кількість випадків зросла до 4046.
10 червня міністерство охорони здоров'я підтвердило 3 нові випадків хвороби, загальна кількість випадків зросла до 4049.
11 червня міністерство охорони здоров'я підтвердило 3 нові випадки хвороби, загальна кількість випадків зросла до 4052.
12 червня міністерство охорони здоров'я підтвердило 3 нові випадки хвороби, загальна кількість випадків зросла до 4055.
13 червня міністерство охорони здоров'я підтвердило 8 нових випадків хвороби, загальна кількість випадків зросла до 4063.
14 червня міністерство охорони здоров'я підтвердило 7 нових випадків хвороби, загальна кількість випадків зросла до 4070.
15 червня міністерство охорони здоров'я підтвердило 2 нові випадки хвороби, загальна кількість випадків зросла до 4072.
16 червня міністерство охорони здоров'я підтвердило 3 нові випадки хвороби, загальна кількість випадків зросла до 4075.
17 червня міністерство охорони здоров'я підтвердило 10 нових випадків хвороби, загальна кількість випадків зросла до 4085.
18 червня міністерство охорони здоров'я підтвердило 6 нових випадків хвороби, загальна кількість випадків зросла до 4091.
19 червня міністерство охорони здоров'я підтвердило 8 нових випадків хвороби, загальна кількість випадків зросла до 4099.
20 червня міністерство охорони здоров'я підтвердило 6 нових випадків хвороби, загальна кількість випадків зросла до 4105.
21 червня міністерство охорони здоров'я підтвердило 15 нових випадків хвороби, загальна кількість випадків зросла до 4120.
22 червня міністерство охорони здоров'я підтвердило 1 новий випадкок хвороби, загальна кількість випадків зросла до 4121.
23 червня міністерство охорони здоров'я підтвердило 12 нових випадків хвороби, загальна кількість випадків зросла до 4133.
24 червня міністерство охорони здоров'я підтвердило 7 нових випадків хвороби, загальна кількість випадків зросла до 4140.
25 червня міністерство охорони здоров'я підтвердило 11 нових випадків хвороби, загальна кількість випадків зросла до 4151.
26 червня міністерство охорони здоров'я підтвердило 22 нових випадків хвороби, загальна кількість випадків зросла до 4173.
27 червня міністерство охорони здоров'я підтвердило 44 нових випадків хвороби, загальна кількість випадків зросла до 4217.
28 червня міністерство охорони здоров'я підтвердило 25 нових випадків хвороби, загальна кількість випадків зросла до 4242.
29 червня міністерство охорони здоров'я підтвердило 14 нових випадків хвороби, загальна кількість випадків зросла до 4256.
30 червня міністерство охорони здоров'я підтвердило 43 нових випадків хвороби, загальна кількість випадків зросла до 4299.

### Липень 2020 року
1 липня міністерство охорони здоров'я підтвердило 46 нових випадків хвороби, загальна кількість випадків зросла до 4345.
2 липня міністерство охорони здоров'я підтвердило 50 нових випадків хвороби, загальна кількість випадків зросла до 4395.
3 липня міністерство охорони здоров'я підтвердило 52 нових випадків хвороби, загальна кількість випадків зросла до 4447.
4 липня міністерство охорони здоров'я підтвердило 29 нових випадків хвороби, загальна кількість випадків зросла до 4476.
5 липня міністерство охорони здоров'я підтвердило 46 нових випадків хвороби, загальна кількість випадків зросла до 4522.
6 липня міністерство охорони здоров'я підтвердило 20 нових випадків хвороби, загальна кількість випадків зросла до 4542.
7 липня міністерство охорони здоров'я підтвердило 61 новий випадок хвороби, загальна кількість випадків зросла до 4603.
8 липня міністерство охорони здоров'я підтвердило 47 нових випадків хвороби, загальна кількість випадків зросла до 4650.
9 липня міністерство охорони здоров'я підтвердило 69 нових випадків хвороби, загальна кількість випадків зросла до 4719.
10 липня міністерство охорони здоров'я підтвердило 58 нових випадків хвороби, загальна кількість випадків зросла до 4777.
11 липня міністерство охорони здоров'я підтвердило 65 нових випадків хвороби, загальна кількість випадків зросла до 4842.
12 липня міністерство охорони здоров'я підтвердило 83 нових випадків хвороби, загальна кількість випадків зросла до 4925, за добу помер 1 хворий.
13 липня міністерство охорони здоров'я підтвердило 31 новий випадок хвороби, загальна кількість випадків зросла до 4956.
14 липня міністерство охорони здоров'я підтвердило 100 нових випадків хвороби, загальна кількість випадків зросла до 5056.
15 липня міністерство охорони здоров'я підтвердило 66 нових випадків хвороби, загальна кількість випадків зросла до 5122.
16 липня міністерство охорони здоров'я підтвердило 163 нових випадків хвороби, загальна кількість випадків зросла до 5285.
17 липня міністерство охорони здоров'я підтвердило 124 нових випадків хвороби, загальна кількість випадків зросла до 5409.
18 липня міністерство охорони здоров'я підтвердило 74 нових випадків хвороби, загальна кількість випадків зросла до 5483.
19 липня міністерство охорони здоров'я підтвердило 112 нових випадків хвороби, загальна кількість випадків зросла до 5605. У цьому повідомленні є математична помилка, оскільки 5483+112=5595, тобто на 10 менше, ніж вказано, але фактичної помилки виявити не вдалося.
20 липня міністерство охорони здоров'я підтвердило 35 нових випадків хвороби, загальна кількість випадків зросла до 5639. У цьому повідомленні також є математична помилка, оскільки 5605+35=5640, але ніякої поправки не наведено.
21 липня міністерство охорони здоров'я підтвердило 86 нових випадків хвороби, загальна кількість випадків зросла до 5725.
22 липня міністерство охорони здоров'я підтвердило 129 нових випадків хвороби, загальна кількість випадків зросла до 5854.
23 липня міністерство охорони здоров'я підтвердило 98 нових випадків хвороби, загальна кількість випадків зросла до 5952, за останню добу помер 1 хворий.
24 липня міністерство охорони здоров'я підтвердило 104 нових випадків хвороби, загальна кількість випадків зросла до 6056.
25 липня міністерство охорони здоров'я підтвердило 104 нових випадків хвороби, загальна кількість випадків зросла до 6189.
26 липня міністерство охорони здоров'я підтвердило 83 нових випадків хвороби, загальна кількість випадків зросла до 6272.

### Листопад 2020 року
У листопаді в країні запроваджена комендантська година з 23:00 до 06:00, максимальна кількість осіб, яким дозволено зібратися разом, скорочено до 4, запроваджено штрафи до 500 євро для фізичних осіб та 4 тисяч євро для підприємств за порушення карантину.
23 листопада в країні запроваджений частковий локдаун, який торкнеться розважальних закладів, включаючи тренажерні зали, басейни та кінотеатри, а також ресторани та бари, прихід у гості обмежений для 2 осіб на помешкання, ці заходи мають діяти до 15 грудня.

### Грудень 2020
26 грудня запроваджені додаткові карантинні заходи, які будуть діяти до 10 січня 2021 року. Комендантську годину було продовжено, вона буде розпочинатися о 21:00 замість 23:00. Всі магазини, які не продають життєво необхідні товари, мають бути закриті.
30 грудня в країні почалася кампанія глобальної вакцинації від COVID-19 вакциною виробництва BioNTech/Pfizer.